# Lecanemab
Lecanemab, som säljs under namnet Leqembi, är ett monoklonalt antikroppsläkemedel för behandling av Alzheimers sjukdom. Lecanemab riktar sig mot proteinet amyloid beta och ges  intravenöst. I en fas tre klinisk studie gav behandling med Lecanemab en 27 % långsammare kognitiv försämring jämfört med placebo.

## Medicinsk användning
Lecanemab är indicerat för behandling av Alzheimers sjukdom. Det godkändes USA i juli 2023 och inom Europeiska Unionen i april 2025.

## Biverkningar
Exempel på biverkningar är huvudvärk, infusionsrelaterade reaktioner och amyloidrelaterade avbildningsavvikelser, vilket är en vanlig biverkning hos den klass av antikroppar som riktar sig mot amyloid.. Amyloidrelaterade avbildningsavvikelser är ofta asymtomatiskt, men kan i vissa fall vara ett tecken på allvarliga och livshotande situationer. Det uppträder oftast som tillfällig svullnad av hjärnan som vanligtvis går över med tiden. Mikroblödningar på hjärnans yta kan också förekomma. Vissa personer kan ha symtom som huvudvärk, förvirring, yrsel, synförändringar, illamående och epileptiska anfall.  Jämfört med placebo orsakade alla doser av läkemedlet accelererad hjärnkrympning.

## Verkningsmekanism
Lecanemab är en humaniserad monoklonal antikropp baserad på musantikroppen mAb158, som binder till amyloid beta protofibriller och förhindrar ackumulering av amyloid beta i djurmodeller av Alzheimers sjukdom.